# Gouvernement al-Iskandariyya
Al-Iskandariyya (arabisch محافظة الإسكندرية Muhāfazat al-Iskandariyya, DMG Muḥāfaẓat al-Iskandariyya, ägyptisch-Arabisch Muḥāfẓet El Eskenderiya), auch Alexandrien, ist ein Gouvernement in Ägypten mit 5.163.750 Einwohnern und liegt am Mittelmeer. Es ist neben Kairo (القاهرة – al-Qāhira) und Giseh (الجيزة – al-Ǧīza) eines der drei Stadtgouvernements des Landes. Sitz des Gouvernements ist Alexandria.
Es grenzt im Norden an das Mittelmeer, im Osten an das Gouvernement al-Buhaira und im Westen an das Gouvernement Matruh.

## Bezirkseinteilung
| Bezirk                | Schreibung      | Umschrift *           | Einw. (2006) |
| --------------------- | --------------- | --------------------- | ------------ |
| Stadtteil Park        | المنتزه         | al-Muntazah           | 1.190.287    |
| Alexandria-Ost        | شرق الإسكندرية  | Šarq al-Iskandariyya  | 985.786      |
| Alexandria-Mitte      | وسط الإسكندرية  | Wasaṭ al-Iskandariyya | 520.450      |
| Stadtteil Zoll        | الجمرك          | al-Ǧumruk             | 145.558      |
| Stadtkern             | العجمي          | al-ʿAǧamī             | 386.374      |
| Stadtteil al-Amiriyya | العامرية        | al-ʿĀmiriyya          | 845.845      |
| Stadt Burǧ al-Arab**  | مدينة برج العرب | Madīnat Burǧ al-ʿArab | 113.209      |
| insgesamt             |                 |                       | 4.187.509    |

(*) Der arabische Buchstabe ج wird normalerweise mit ǧ wiedergegeben und [dʒ] ausgesprochen. Die ägyptische Aussprache ist aber g.
(**) Übersetzung: „Turm der Araber“